# جيمس باركر جويس
جيمس باركر جويس (بالإنجليزية: James Parker Joyce)‏ هو سياسي نيوزلندي، ولد في 1835 في ساوثهامبتون في المملكة المتحدة، وتوفي في 16 يناير 1903 في إنفركارجل في نيوزيلندا. انتخب عضو مجلس النواب نيوزيلندا.